# Camponotus leonardi
Camponotus leonardi är en myrart som beskrevs av Carlo Emery 1889. Camponotus leonardi ingår i släktet hästmyror, och familjen myror.

## Underarter
Arten delas in i följande underarter:
- C. l. gracilentus
- C. l. griseus
- C. l. leonardi

## Bildgalleri

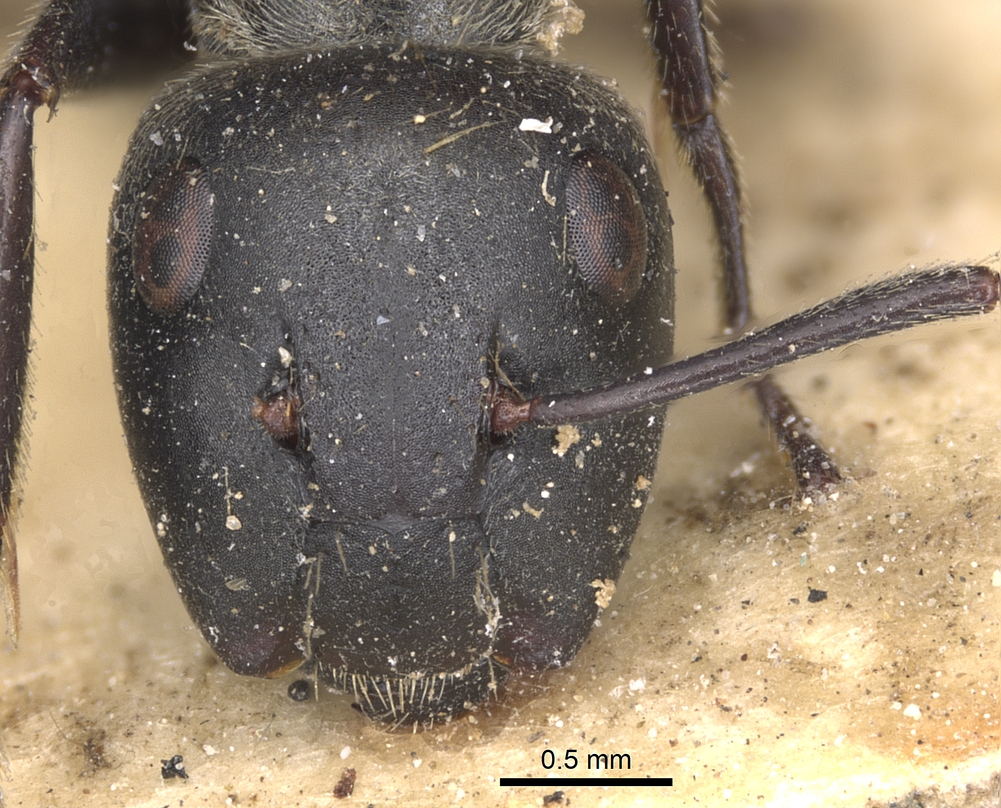
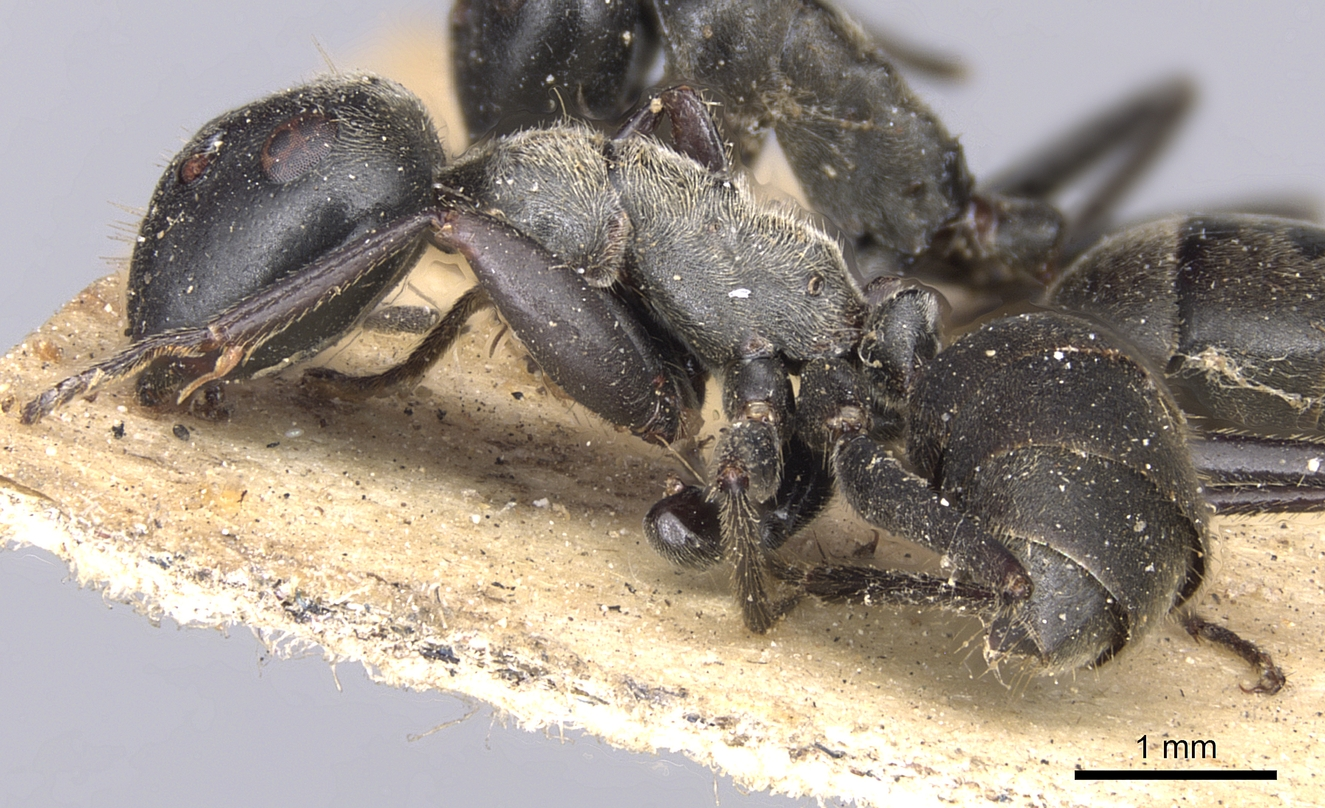